# Hélène Kaziende
Hélène Kaziende (sinh ngày 15 tháng 8 năm 1967) là một nhà giáo dục, nhà báo và nhà văn người Niger.
Cô được sinh ra ở Niamey. Truyện ngắn "Le Déserteur" của cô (The Deserter) đã giành giải thưởng tại một cuộc thi do đài phát thanh Châu Phi số 1. Nó được đưa vào tuyển tập Kilomètre 30. Afrique: 30 ans d'indépendance, xuất bản năm 1992. Từ năm 1996, Kaziende sống ở Togo.

## Tác phẩm được chọn[2]
- Aydia, tiểu thuyết (2006)
- Les fers de l'absence, tiểu thuyết (2011)